# Đường vành đai 3,5 (Hà Nội)
Đường vành đai 3,5 Hà Nội là tuyến giao thông đường bộ quan trọng của Hà Nội, đi qua các quận và huyện Đông Anh, Bắc Từ Liêm, Đan Phượng, Hoài Đức, Hà Đông, Thanh Trì, Gia Lâm của thành phố Hà Nội và huyện Văn Giang của tỉnh Hưng Yên. Tuyến này nằm ngoài đường vành đai 3 và nằm trong đường vành đai 4 so với vị trí trung tâm thủ đô Hà Nội.
Đường vành đai 3,5 bao gồm các tuyến đường đã xây dựng như sau: đường Lê Trọng Tấn (Hà Đông), đường quốc lộ 5 kéo dài.
Hiện tại, đường vành đai 3,5 đang được thi công đoạn từ quốc lộ 32 đến đại lộ Thăng Long (đoạn đi qua địa bàn huyện Hoài Đức). Tính đến năm 2019, việc thi công đoạn từ cầu Đông Trù đến đường trục khu công nghiệp Bắc Thăng Long (đoạn đi qua địa bàn huyện Đông Anh), đoạn từ đại lộ Thăng Long đến quốc lộ 21C (đoạn đi qua địa bàn quận Hà Đông) và đoạn đi qua liên khu đô thị Vinhomes Ocean Park 2 - 3 (đoạn đi qua địa bàn huyện Văn Giang của tỉnh Hưng Yên) đã được hoàn thành.